# Caipu
Caipu é um distrito pertencente ao município de Cariús, no Ceará, no Brasil. Localizada na região Centro-Sul do Estado, entre os municípios de Iguatu e Várzea Alegre. Anos atrás, era conhecido por "Poço do Mato". Caracteriza-se como uma vila tranquila com casarões antigos e construções modernas.

## Etimologia
"Caipu" deriva do tupi antigo ka'ipu, que significa "barulho de macacos", pela junção de ka'i (macaco) e pu (barulho).

## Festa do padroeiro
Todo ano, é realizada a festa do padroeiro, Bom Jesus das Dores, que atrai milhares de pessoas. A hospitalidade dos caipuenses faz, da festa, uma grande demonstração de alegria e fé católica. As comemorações dedicadas ao Bom Jesus das Dores, padroeiro da região, ocorrem no mês de outubro e são iniciadas com o hasteamento da bandeira. Durante os noves dias de novenas, os participantes fazem suas preces e também apreciam manifestações artísticas de talentos locais. As novenas acontecem na igreja do Bom Jesus, uma construção datada do século XVIII. Dentro da igreja existe o quarto dos milagres, onde são armazenados registros de milagres atribuídos ao padroeiro em forma de esculturas. As festas também são marcadas pela presença de um parque de diversões e barracas. No ano de 2018 teve a presença de um rodeio no período das festas.{Referências}}